# William Fothergill Cooke
William Fothergill Cooke (Ealing, Middlesex, 4 de mayo de 1806 - Farnham, 25 de junio de 1879), fue un inventor británico.
Junto a Charles Wheatstone, fue el coinventor del telégrafo eléctrico Cooke-Wheatstone, por el que se presentó una patente en mayo de 1837, se concedió el 12 de junio de 1837.
Junto con John Lewis Ricardo Cooke fundó la "Electric Telegraph Company" (Compañía Eléctrica Telegraph), la primera empresa pública del mundo de telégrafo. Este esfuerzo comenzó el 3 de septiembre de 1845, con una consolidación definitiva, de la Compañía, siendo mayoritarios de las acciones y  de las patentes Cooke-Wheatstone.
Cooke había proporcionado una parte de sus acciones a los miembros del sindicato, a cambio de dinero, para establecer la empresa, esta formación fue celebrada por contrato el 5 de agosto de 1846. Cooke fue nombrado caballero en 1869.